# Bobinett
Bobinett eller engelsk tyll är glesvävd, nätliknande tyll som styvstärkt används som stöd och mellanfoder i hattar eller klänningsliv. De sexkantiga maskorna bildas av så kallade bobintrådar som slingrar sig ett varv kring varje varptråd.